# Caudacaecilia
Caudacaecilia är ett släkte av groddjur. Caudacaecilia ingår i familjen Ichthyophiidae.
Kladogram enligt Catalogue of Life:
| Caudacaecilia | \| \| Caudacaecilia asplenia \| \| \| \| \| \| Caudacaecilia larutensis \| \| \| \| \| \| Caudacaecilia nigroflava \| \| \| \| \| \| Caudacaecilia paucidentula \| \| \| \| \| \| Caudacaecilia weberi \| \| \| \| |
|               | \| \| Caudacaecilia asplenia \| \| \| \| \| \| Caudacaecilia larutensis \| \| \| \| \| \| Caudacaecilia nigroflava \| \| \| \| \| \| Caudacaecilia paucidentula \| \| \| \| \| \| Caudacaecilia weberi \| \| \| \| |
|               | Ichthyophis |
|               | |
|               | Uraeotyphlus |
|               | |
|               | Caudacaecilia asplenia |
|               | |
|               | Caudacaecilia larutensis |
|               | |
|               | Caudacaecilia nigroflava |
|               | |
|               | Caudacaecilia paucidentula |
|               | |
|               | Caudacaecilia weberi |
|               | |

|  | Caudacaecilia asplenia     |
|  |                            |
|  | Caudacaecilia larutensis   |
|  |                            |
|  | Caudacaecilia nigroflava   |
|  |                            |
|  | Caudacaecilia paucidentula |
|  |                            |
|  | Caudacaecilia weberi       |
|  |                            |